# Пуртале, Бернар де
Бернар Александр Жорж Эдмон де Пуртале (фр. Bernard Alexandre Georges Edmond de Pourtalès; 5 июня 1870, Бельвю, Женева — 5 июля 1935, Касабланка, Касабланка) — граф, швейцарский яхтсмен, чемпион и серебряный призёр летних Олимпийских игр 1900.
Принадлежал к семье, которой в 1815 году прусским королём (который в то время был также князем Невшателя) был дарован графский титул.
На Играх вместе со своими дядей Эрманом де Пуртале и тётей Элен де Пуртале на яхте Lérina участвовал в двух гонках для яхт водоизмещением от 1 до 2 тонн. В первой гонке семейный экипаж де Пуртале занял первое место, а во второй получил серебряную медаль.
Экипаж участвовал также в гонках в открытом классе, но не смог там финишировать.